# Абель Кіруї
Абель Кіруї  (англ. Abel Kirui, 6 квітня 1982) — кенійський легкоатлет, олімпійський медаліст.

## Виступи на Олімпіадах
| Олімпіада   | Дисципліна       | Місце |
| ----------- | ---------------- | ----- |
| Лондон 2012 | марафонський біг | 2     |